# 尊富士彌輝也
尊富士彌輝也（1999年4月9日—），原名石岡彌輝也，日本青森縣北津輕郡金木町（現五所川原市）出身的現役大相撲力士。身高184.0cm、體重143.0kg。最高位置東前頭6枚目（2024年5月場所）。所屬相撲部屋是伊勢濱部屋。
他從幼兒園時代開始學習相撲，之後在日本大學入讀法學部政治經濟科，在2022年8月入門伊勢濱部屋，於9月場所初次比賽，只用了一年半的時間由序之口晉級幕內並於2024年3月場所以東前頭17枚目的排名取得第一次幕內優勝，曾是史上最快紀錄，但這一紀錄於同年5月場所就被大之里泰輝打破。
在2024年9月場所第二度取得十兩優勝。